# Witalij Griszyn
Witalij Griszyn (ros. Виталий Гришин, ur. 9 września 1980 w Moskwie) – rosyjski piłkarz grający na pozycji pomocnika w FK Chimki.